# Damernas spjutkastning vid världsmästerskapen i friidrott 2022
Damernas spjutkastning vid världsmästerskapen i friidrott 2022 avgjordes mellan den 20 och 22 juli 2022 på Hayward Field i Eugene i USA.
Australiska Kelsey-Lee Barber tog sitt andra raka VM-guld i spjut efter ett kast på världsårsbästat 66,91 meter. Silvret togs av amerikanska Kara Winger och bronset togs av japanska Haruka Kitaguchi.

## Rekord
Innan tävlingens start fanns följande rekord:
| Rekord                                         | Idrottare               | Distans | Plats                  | Datum             |
| ---------------------------------------------- | ----------------------- | ------- | ---------------------- | ----------------- |
| Världsrekord                                   | Barbora Špotáková (CZE) | 72,28 m | Stuttgart, Tyskland    | 13 september 2008 |
| Mästerskapsrekord                              | Osleidys Menéndez (CUB) | 71,70 m | Helsingfors, Finland   | 14 augusti 2005   |
| Världsårsbästa                                 | Maggie Malone (USA)     | 65,73 m | Burnaby, Kanada        | 14 juni 2022      |
| Afrikanskt rekord                              | Sunette Viljoen (RSA)   | 69,35 m | New York, USA          | 9 juni 2012       |
| Asiatiskt rekord                               | Lü Huihui (CHN)         | 67,98 m | Shenyang, Kina         | 2 augusti 2019    |
| Nord-, centralamerikanskt och karibiskt rekord | Osleidys Menéndez (CUB) | 71,70 m | Helsingfors, Finland   | 14 augusti 2005   |
| Sydamerikanskt rekord                          | Flor Ruiz (COL)         | 63,84 m | Cali, Colombia         | 25 juni 2016      |
| Europeiskt rekord                              | Barbora Špotáková (CZE) | 72.28 m | Stuttgart, Tyskland    | 13 september 2008 |
| Oceaniskt rekord                               | Kathryn Mitchell (AUS)  | 68,92 m | Gold Coast, Australien | 11 april 2018     |

## Program
Alla tider är lokal tid (UTC−7).
| Datum   | Tid   | Omgång |
| ------- | ----- | ------ |
| 20 juli | 15:20 | Kval   |
| 22 juli | 18:20 | Final  |

## Resultat

### Kval
Kvalregler: Kast på minst 62,50 meter 0Q0 eller de 12 friidrottare med längst kast 0q0 gick vidare till finalen.
| Placering | Grupp | Namn               | Nationalitet | Omgång  | Omgång  | Omgång  | Distans            | Noteringar |
| Placering | Grupp | Namn               | Nationalitet | 1       | 2       | 3       | Distans            | Noteringar |
| --------- | ----- | ------------------ | ------------ | ------- | ------- | ------- | ------------------ | ---------- |
| 1         | B     | Haruka Kitaguchi   | Japan        | 64,32 m |         |         | 64,32 m            | 0Q0, 0SB0  |
| 2         | B     | Liu Shiying        | Kina         | 63,86 m |         |         | 63,86 m            | 0Q0, 0SB0  |
| 3         | A     | Liveta Jasiūnaitė  | Litauen      | 63,80 m |         |         | 63,80 m            | 0Q0, 0SB0  |
| 4         | A     | Kara Winger        | USA          | 58,12 m | 61,30 m | 54,86 m | 61,30 m            | 0q0        |
| 5         | B     | Kelsey-Lee Barber  | Australien   | 58,02 m | 61,27 m | 57,71 m | 61,27 m            | 0q0        |
| 6         | B     | Nikola Ogrodníková | Tjeckien     | 60,59 m | 59,07 m | –       | 60,59 m            | 0q0        |
| 7         | A     | Elizabeth Gleadle  | Kanada       | x       | 60,38 m | x       | 60,38 m            | 0q0        |
| 8         | B     | Annu Rani          | Indien       | x       | 55,35 m | 59,60 m | 59,60 m            | 0q0        |
| 9         | A     | Annika Marie Fuchs | Tyskland     | 55,18 m | 59,36 m | x       | 59,36 m            | 0q0        |
| 10        | B     | Līna Mūze          | Lettland     | 59,16 m | x       | 53,38 m | 59,16 m            | 0q0        |
| 11        | B     | Sae Takemoto       | Japan        | 57,10 m | 59,15 m | 54,51 m | 59,15 m            | 0q0        |
| 12        | A     | Mackenzie Little   | Australien   | 55,74 m | 52,34 m | 59,06 m | 59,06 m            | 0q0        |
| 13        | A     | Madara Palameika   | Lettland     | x       | 58,02 m | 58,61 m | 58,61 m            | 0SB0       |
| 14        | B     | Coralys Ortiz      | Puerto Rico  | 58,52 m | x       | 55,27 m | 58,52 m            |            |
| 15        | B     | Jo-Ane van Dyk     | Sydafrika    | 54,89 m | 57,79 m | x       | 57,79 m            |            |
| 16        | A     | Lü Huihui          | Kina         | 53,75 m | 57,59 m | 56,97 m | 57,59 m            | 0SB0       |
| 17        | B     | Juleisy Angulo     | Ecuador      | 54,23 m | 57,28 m | x       | 57,28 m            |            |
| 18        | A     | Ariana Ince        | USA          | 57,17 m | 56,71 m | 57,24 m | 57,24 m            |            |
| 19        | A     | Jucilene de Lima   | Brasilien    | 57,13 m | x       | x       | 57,13 m            |            |
| 20        | A     | Elina Tzengko      | Grekland     | 55,44 m | 57,12 m | x       | 57,12 m            |            |
| 21        | B     | Maria Andrejczyk   | Polen        | x       | 55,47 m | 54,67 m | 55,47 m            |            |
| 22        | B     | Maggie Malone      | USA          | 54,19 m | 54,12 m | x       | 54,19 m            |            |
| 23        | A     | Victoria Hudson    | Österrike    | x       | x       | 54,05 m | 54,05 m            |            |
| 24        | B     | Tori Peeters       | Nya Zeeland  | x       | 52,03 m | 53,67 m | 53,67 m            |            |
| 25        | B     | Kathryn Mitchell   | Australien   | x       | x       | 53,09 m | 53,09 m            |            |
| 26        | A     | Sanne Erkkola      | Finland      | 52,04 m | x       | x       | 52,04 m            |            |
| 27        | A     | Momone Ueda        | Japan        | 47,36 m | 50,70 m | 49,51 m | 50,70 m            |            |
|           | B     | Eda Tuğsuz         | Turkiet      | x       | x       | x       | Inget giltigt kast |            |
|           | A     | Sara Kolak         | Kroatien     | x       | x       | x       | Inget giltigt kast |            |

### Final
Finalen startade den 22 juli klockan 18:20.
| Placering | Namn               | Nationalitet | Omgång  | Omgång  | Omgång  | Omgång  | Omgång  | Omgång  | Distans | Noteringar |
| Placering | Namn               | Nationalitet | 1       | 2       | 3       | 4       | 5       | 6       | Distans | Noteringar |
| --------- | ------------------ | ------------ | ------- | ------- | ------- | ------- | ------- | ------- | ------- | ---------- |
| 1         | Kelsey-Lee Barber  | Australien   | 62,67 m | 62,92 m | 66,91 m | 61,20 m | –       | –       | 66,91 m | 0VB0       |
| 2         | Kara Winger        | USA          | 56,93 m | 61,96 m | 61,00 m | 58,78 m | 62,17 m | 64,05 m | 64.05   |            |
| 3         | Haruka Kitaguchi   | Japan        | 62,07 m | x       | 55,78 m | 61,27 m | x       | 63,27 m | 63,27 m |            |
| 4         | Liu Shiying        | Kina         | 61,67 m | x       | 60,22 m | 63,25 m | 61,75 m | x       | 63,25 m |            |
| 5         | Mackenzie Little   | Australien   | 63,22 m | 49,78 m | 59,10 m | 58,50 m | 54,99 m | x       | 63,22 m | 0PB0       |
| 6         | Līna Mūze          | Lettland     | 59,83 m | x       | x       | 61,26 m | x       | x       | 61,26 m |            |
| 7         | Annu Rani          | Indien       | 56,18 m | 61,12 m | 59,27 m | 58,14 m | 59,98 m | 58,70 m | 61,12 m |            |
| 8         | Nikola Ogrodníková | Tjeckien     | 54,11 m | 56,04 m | 59,98 m | 59,48 m | 58,79 m | 60,18 m | 60,18 m |            |
| 9         | Elizabeth Gleadle  | Kanada       | 59,59 m | x       | x       |         |         |         | 59,59 m |            |
| 10        | Liveta Jasiūnaitė  | Litauen      | 58,97 m | x       | 57,23 m |         |         |         | 58,97 m |            |
| 11        | Sae Takemoto       | Japan        | 54,77 m | 57,93 m | x       |         |         |         | 57,93 m |            |
| 12        | Annika Marie Fuchs | Tyskland     | 55,42 m | 56,46 m | x       |         |         |         | 56,46 m |            |